# 中国社会科学院世界经济与政治研究所
中国社会科学院世界经济与政治研究所成立于1964年，是中国社会科学院下属的国际问题研究所之一，现任所长为张宇燕。